# هجرس زيتوني (جنس)
الهِجْرِس الزيتوني أو القرد الذَّيَّال الأخضر أو العَبَلْنَج (الاسم العلمي: Chlorocebus) هو جنس من الحيوانات يتبع فصيلة السعادين العالم القديم من رتبة الرئيسيات.